# Tjäretjärnen, Ångermanland
Tjäretjärnen är en sjö i Kramfors kommun i Ångermanland och ingår i Ångermanälven-Gådeåns kustområde. Sjön har en area på 0,0902 kvadratkilometer och ligger 183,2 meter över havet.

## Delavrinningsområde
Tjäretjärnen ingår i det delavrinningsområde (697987-159353) som SMHI kallar för Utloppet av Nästvattnet. Medelhöjden är 227 meter över havet och ytan är 9,95 kvadratkilometer. Räknas de 11 avrinningsområdena uppströms in blir den ackumulerade arean 56,77 kvadratkilometer. Avrinningsområdets utflöde Kramforsån (Tvärån) mynnar i havet. Avrinningsområdet består mestadels av skog (73 procent). Avrinningsområdet har 1,51 kvadratkilometer vattenytor vilket ger det en sjöprocent på 15,1 procent.